# Топорівська сільська рада (Городенківський район)
| Топорі́вська сільська́ ра́да — орган місцевого самоврядування у Городенківському районі Івано-Франківської області з адміністративним центром у с. Топорівці. 14 січня 1959 р. Городенківський райвиконком ухвалив рішення про приєднання Топорівської сільради до Торговицької під приводом попереднього приєднання у грудні 1958 р. топорівського колгоспу ім. Лесі Українки до торговицкого колгоспу ім. Лесі Мартовича. Сільрада відновлена в 1988 році. Водоймища на території, підпорядкованій даній раді: річка Белелуйка. Сільській раді підпорядковані населені пункти: - с. Топорівці — населення 2 018 ос.; площа 14,548 км²; засн. в 1461 році. |

## Склад ради
Рада складається з 16 депутатів та голови.

### Керівний склад ради
| ПІБ                     | Основні відомості                                                                       | Дата обрання | Дата звільнення |
| ----------------------- | --------------------------------------------------------------------------------------- | ------------ | --------------- |
| Сопотик Василь Іванович | Сільський голова, 1955 року народження, освіта, член Конгресу Українських Націоналістів | 26.03.2006   | 31.10.2010      |
| Федорук Іван Васильович | Сільський голова, 1958 року народження, освіта середня спеціальна, безпартійний         | 31.10.2010   |                 |

Примітка: таблиця складена за даними джерела